# Schwarze Schar
 (août 2021).
La mise en forme du texte ne suit pas les recommandations de Wikipédia : il faut le « wikifier ».
Les points d'amélioration suivants sont les cas les plus fréquents. Le détail des points à revoir est peut-être précisé sur la page de discussion.
- Les titres sont pré-formatés par le logiciel. Ils ne sont ni en capitales, ni en gras.
- Le texte ne doit pas être écrit en capitales (les noms de famille non plus), ni en gras, ni en italique, ni en « petit »…
- Le gras n'est utilisé que pour surligner le titre de l'article dans l'introduction, une seule fois.
- L'italique est rarement utilisé : mots en langue étrangère, titres d'œuvres, noms de bateaux, etc.
- Les citations ne sont pas en italique mais en corps de texte normal. Elles sont entourées par des guillemets français : « et ».
- Les listes à puces sont à éviter, des paragraphes rédigés étant largement préférés. Les tableaux sont à réserver à la présentation de données structurées (résultats, etc.).
- Les appels de note de bas de page (petits chiffres en exposant, introduits par l'outil «  Source ») sont à placer entre la fin de phrase et le point final[comme ça].
- Les liens internes (vers d'autres articles de Wikipédia) sont à choisir avec parcimonie. Créez des liens vers des articles approfondissant le sujet. Les termes génériques sans rapport avec le sujet sont à éviter, ainsi que les répétitions de liens vers un même terme.
- Les liens externes sont à placer uniquement dans une section « Liens externes », à la fin de l'article. Ces liens sont à choisir avec parcimonie suivant les règles définies. Si un lien sert de source à l'article, son insertion dans le texte est à faire par les notes de bas de page.
- La présentation des références doit suivre les conventions bibliographiques. Il est recommandé d'utiliser les modèles {{Ouvrage}}, {{Chapitre}}, {{Article}}, {{Lien web}} et/ou {{Bibliographie}}. Le mode d'édition visuel peut mettre en forme automatiquement les références.
- Insérer une infobox (cadre d'informations à droite) n'est pas obligatoire pour parachever la mise en page.

Pour une aide détaillée, merci de consulter Aide:Wikification.
Si vous pensez que ces points ont été résolus, vous pouvez retirer ce bandeau et améliorer la mise en forme d'un autre article.
 (août 2021).
Pour les articles homonymes, voir Légion noire.

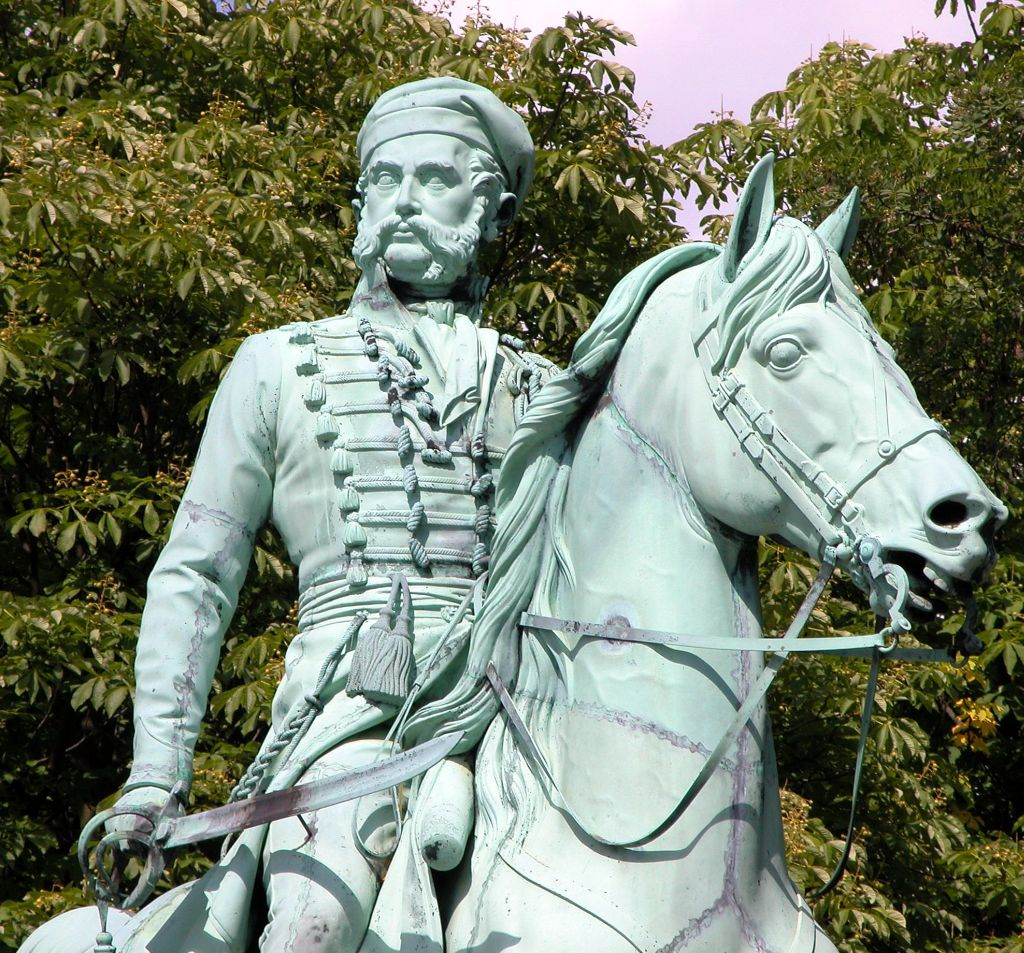
Statue de Frédéric-Guillaume de Brunswick-Wolfenbüttel

La Schwarze Schar, originellement Herzoglich Braunschweigisches Korps (Corps du duché de Brunswick) ou Schwarze Legion (Légion Noire), et plus tard par les Britanniques Black Brunswickers, est un corps franc créé le 1er avril 1809 par Frédéric-Guillaume de Brunswick-Wolfenbüttel, le Duc Noir, durant la Cinquième Coalition, pour se battre sur différents lieux de bataille contre Napoléon Ier et l'armée française.

## Histoire
Durant la bataille d'Iéna, Charles-Guillaume-Ferdinand de Brunswick-Wolfenbüttel, le père de Frédéric-Guillaume, est blessé mortellement et meurt quelques jours plus tard en novembre 1806. Bien que la principauté de Brunswick-Wolfenbüttel soit resté neutre (Charles-Guillaume-Ferdinand était commandant des troupes prussiennes au combat), l'empereur français décrète en 1807 l'abolition de la maison de Brunswick, la dissolution du duché en l'intégrant dans le royaume de Westphalie nouvellement créé ; Brunswick devient la capitale du département de l'Ocker.
Alors que son épouse Marie de Bade fuit en Suède avec leurs fils Charles et Guillaume, Frédéric-Guillaume se retire dans sa propriété dans le duché d'Œls. Il refuse le statu quo et commence en septembre 1808 à mettre en place un corps armé pour reprendre possession de la principauté.
À l'hiver 1808, Frédéric-Guillaume se rend à Vienne et engage durant la Convention (de) le 25 février 1809 devant l'archiduc Charles une force d'après 2 000 hommes, dont 1 000 hussards, 1 000 hommes d'infanterie légère et 125 porteurs d'artillerie, que Frédéric-Guillaume finance sur ses propres frais (en mettant en gage les duchés d'Œls et de Bernstadt, en lui assurant qu'il sera un allié de l'Autriche.
Frédéric-Guillaume III de Prusse, pour ménager l'envahisseur français, tente d'empêcher cette formation en confisquant les biens du duc.
Le 25 juillet 1809, la Schwarze Schar présente deux bataillons d'infanterie avec un bataillon libre de chasseurs à pied, une compagnie de tireurs embusqués, un régiment de hussards, un escadron d'uhlan ainsi qu'une batterie de cavaliers.
À côté du commandant de la troupe, le Duc Noir, une autre personnalité importante est le major Georg Ludwig Korfes (de), adjoint au sein de l'état-major.

### L'uniforme
L'armée doit son nom de "Schwarze Schar" principalement à cause de l'uniforme noir. L'infanterie porte un polrock noir avec une simple garniture, un pantalon de toile noir, parfois gris, avec un passepoil bleu, des chaussures avec des guêtres gris foncé, un shako avec un plumet noir (remplacé plus tard par une queue de cheval), et une tenue de cuir noir avec des pochettes et un fourreau pour la baïonnette ainsi que deux besaces marron et grise.
La cavalerie porte un dolman noir avec un col et des poignets bleus, une écharpe jaune avec des nœuds bleus et des bottes noires au liseré bleu. Le shako noir a dès le début une queue de cheval et des tours dorés.
L'artillerie est vêtu comme la cavalerie, des collets noirs avec de longues traînes, un pantalon noir avec un passepoil bleu et un sabre de hussard.
Le corps franc, qui se donne comme nom la "nuée de la vengeance" et comme devise "La victoire ou la mort", porte comme insigne un crâne argenté avec deux os de membres croisés sur le shako. Cet insigne était déjà porté sur le shako du régiment de hussards prussien commandé par Daniel Friedrich von Lossow (de). Le duc Silve de Wurtemberg-Œls est membre de l'Ordre de la Tête de mort. Les deux symboles inspirent le Duc Noir.

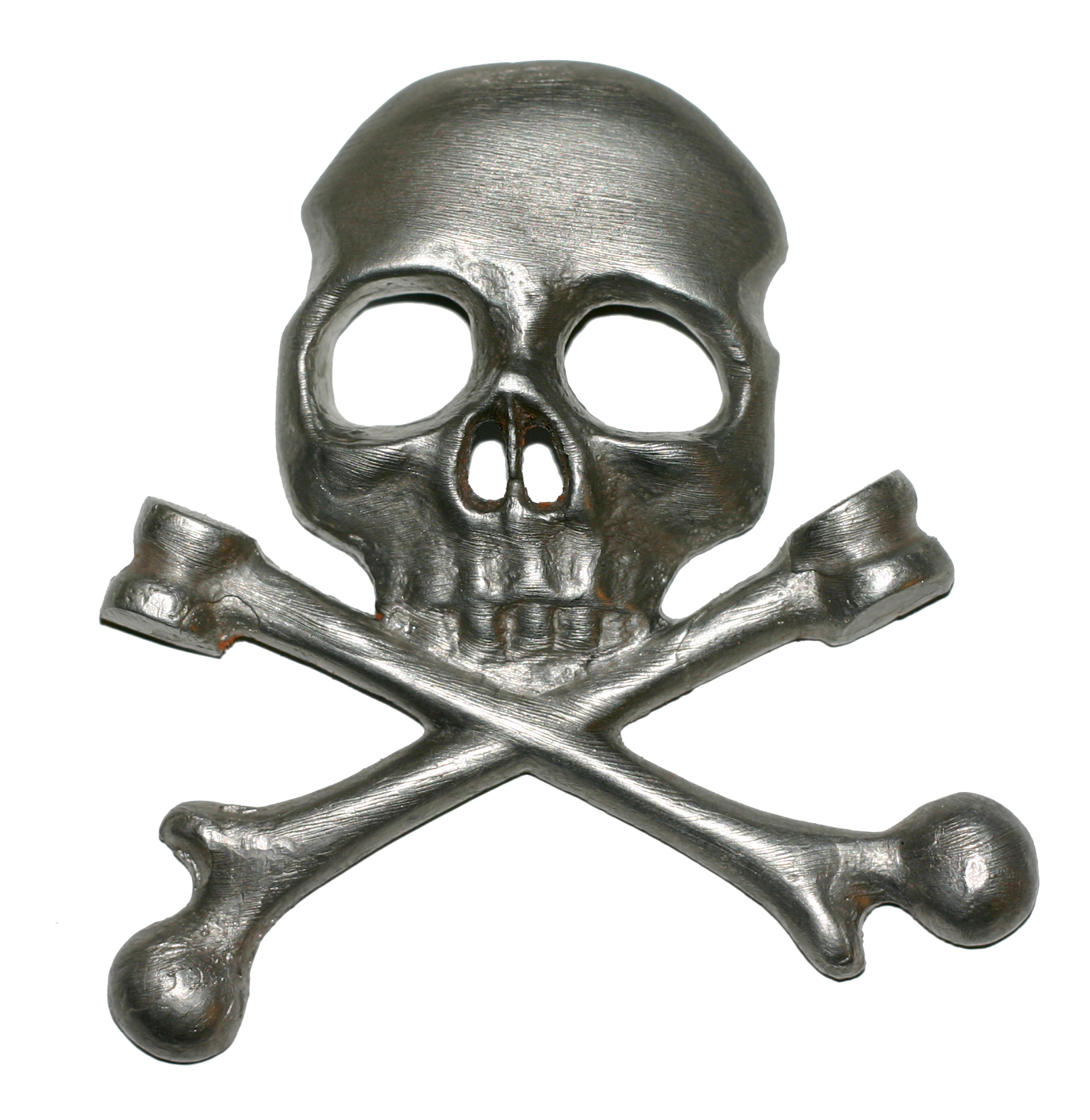
Tête de mort de Brunswick porté lors des batailles de 1815

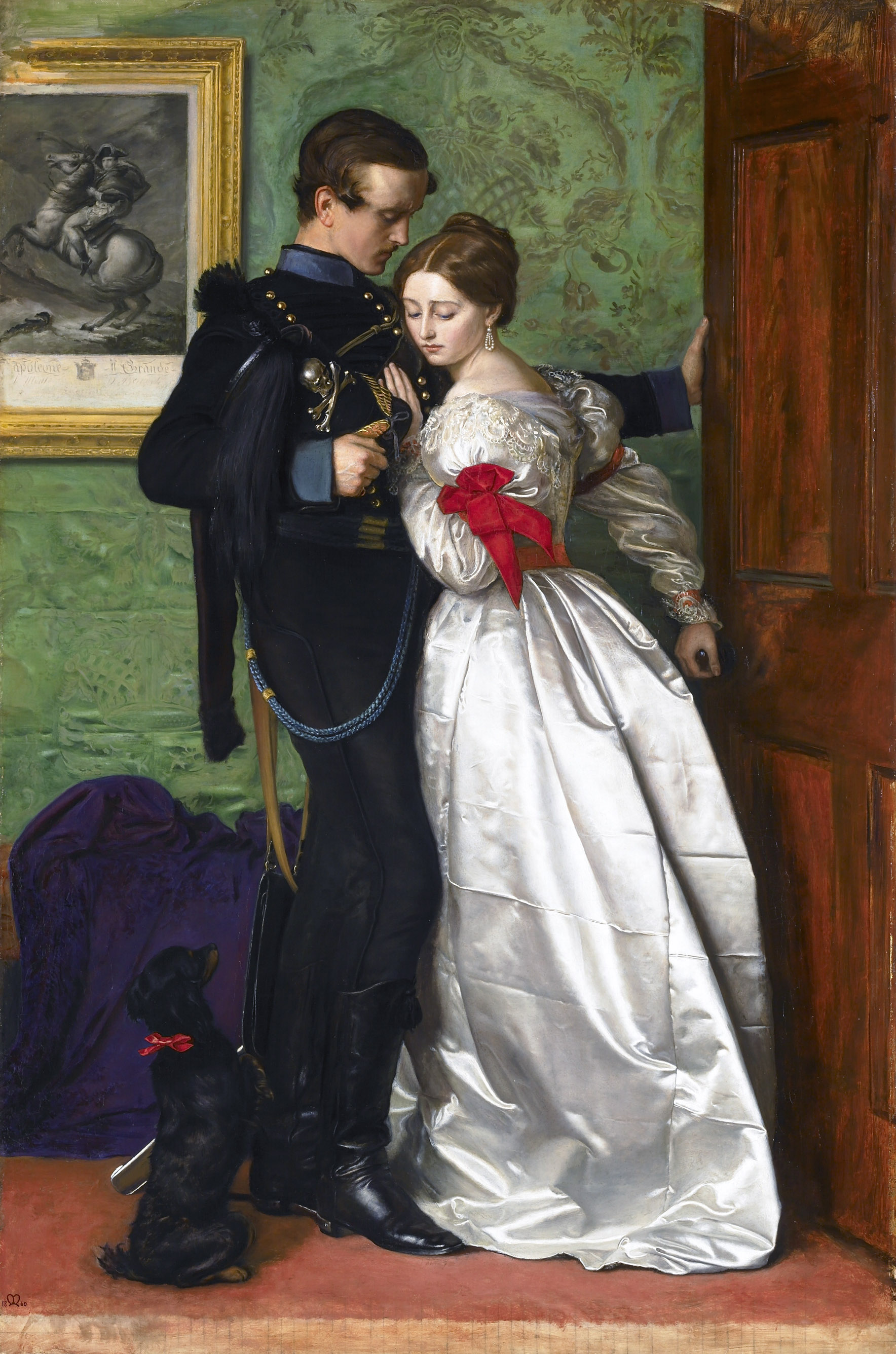
John Everett Millais, The Black Brunswicker, 1860

### Engagement
La Schwarze Schar se rassemble en mars 1809 à Náchod et se met en route le 12 mai. Son baptême du feu a lieu le 30 mai à Zittau. La ville est abandonnée après de lourdes pertes, mais peut être reprise. Suivent des engagements à Rumburk et Petrovice en Bohême. En juin, la Schwarze Schar se bat avec l'Autriche dans la Saxe et la Franconie. Après la défaite à la bataille de Wagram, la troupe part de son propre chef vers le nord de l'Allemagne, sur les côtes de la mer du Nord. Des escarmouches se produisent à Halberstadt et lors de la bataille d'Ölper. Finalement elle peut embarquer le 6 août à Elsfleth et à Brake pour rejoindre l'Angleterre.
En 1810, la Schar, devenue les chasseurs de Brunswick-Lunebourg (de) ou de Brunswick-Œls, se bat sous le commandement d'Arthur Wellesley en Espagne et au Portugal, en face de l'armée de Westphalie. Après l'abdication de Napoléon, les troupes reviennent à Brunswick où elles forment le Braunschweigisches Leibbataillon (de) qui se bat ensuite à Quatre Bras et à Waterloo.
Après plusieurs changements de nom, les troupes régulières issues de la Schwarze Schar intègrent l'armée prussienne en 1886 comme le 17e régiment de hussards de Brunswick et le 92e régiment d'infanterie de Brunswick.

## Membres célèbres de la Schwarze Schar
- Johann Heinrich Carl von Bernewitz (de)
- Wilhelm von Dörnberg
- Alexander Leopold von Erichsen (de)
- Moritz von Hirschfeld
- Georg Ludwig Korfes
- August von Quistorp (de)
- Ernst von Schrader (de)
- Frédéric-Guillaume de Brunswick-Wolfenbüttel
- Friedrich Ludwig von Wachholtz (de)
- William de Gillern (de)

## Culture
En Angleterre, les Black Brunswickers sont salués comme des héros. Ils sont à l'origine d'une mode "à la Brunsvic" : un spencer, voire une robe de baptême noire. Ils deviennent ainsi des exemples en Europe. Après 1813, ces soldats font l'objet de poèmes, de chansons, de livres ou de peintures.